# Николаевский сельсовет (Астраханская область)
Никола́евский сельсове́т — сельское поселение в Наримановском районе Астраханской области Российской Федерации.
Административный центр — село Николаевка.

## История
В 1975 году образовался Николаевский сельский Совет, ранее село Николаевка относилось к Кучергановскому сельсовету.
6 августа 2004 года в соответствии с Законом Астраханской области № 43/2004-ОЗ установлены границы муниципального образования, сельсовет наделен статусом сельского поселения.

## Население
| 2010  | 2012  | 2013  | 2014  | 2015  | 2016  | 2017  |
| ----- | ----- | ----- | ----- | ----- | ----- | ----- |
| 1598  | ↗1628 | ↗1638 | ↗1658 | ↗1680 | ↗1684 | ↘1668 |
| 2018  | 2019  | 2020  | 2021  |       |       |       |
| ↗1712 | ↗1717 | ↘1700 | ↘1378 |       |       |       |

## Состав сельского поселения
| № | Населённый пункт | Тип населённого пункта       | Население |
| - | ---------------- | ---------------------------- | --------- |
| 1 | Николаевка       | село, административный центр | ↘1378     |